# 진보 아키라

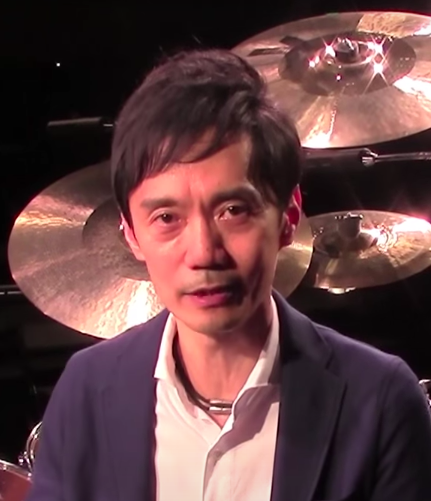

짐보 아키라(일본어: 神保 彰, 1959년 2월 27일 ~ )는 일본의 드러머이다. 일본의 퓨전재즈 밴드 카시오페아에서 1980년부터 1989년까지 활동하였다.